# Sierra de la Azufrosa
Sierra de la Azufrosa är en bergskedja i Mexiko. Den ligger i den centrala delen av landet, 700 km norr om huvudstaden Mexico City.